# Егнации
Егнациите или Егнатиите (gens Egnatia) са фамилия от Древен Рим.
Известни от фамилията:
- Гелий Егнаций, вожд на самнитите 298 пр.н.е.
- Марк Егнаций Руф, едил 22 пр.н.е. Има частна безплатна вигилии- пожарна в Рим и става претор 21 пр.н.е. [1][2]
- Публий Егнаций Целер, учител по философия по времето на Нерон и Веспасиан. [3]
- Марк Егнаций Марцелин, суфектконсул 116 г.
- Марк Егнаций Постум, суфектконсул 183 г.
- Авъл Егнаций Присцилиан, философ (* 135), баща на консулите през 207 и 219 г.
- Егнаций Прокул, суфектконсул 219 г.
- Луций Егнаций Виктор, суфектконсул 207 г.
- Егнаций Виктор Мариниан, легат на Арабия и Горна Мизия, баща на Мариниана
- Егнация Мариниана, дъщеря на Виктор; втората съпруга на римския император Валериан I и майка на император Галиен и Валериан Младши.
- Луций Егнаций Виктор Лолиан, Praefectus Urbi Romae 254 г.
- Егнаций Луцил, консул 265 г.
- Публий Лициний Егнаций Галиен (Галиен), римски император 253-268 г.
- Публий Лициний Егнаций Мариниан (Мариниан), син на римския император Галиен и августа Корнелия Салонина; консул 268 г.
- Егнаций Лолиан, съпруг на Флавия; баща на консула от 355 г.
- Квинт Флавий Мезий Егнаций Лолиан Маворций, консул 355 г.
- Квинт Флавий Егнаций Плацид Север, vicarius urbi 365 г.; син на консула от 355 г.
- Егнация Лолиана, сестра на консула от 355 г.; омъжена за Руфий Цецина Постумиан